# Calisson

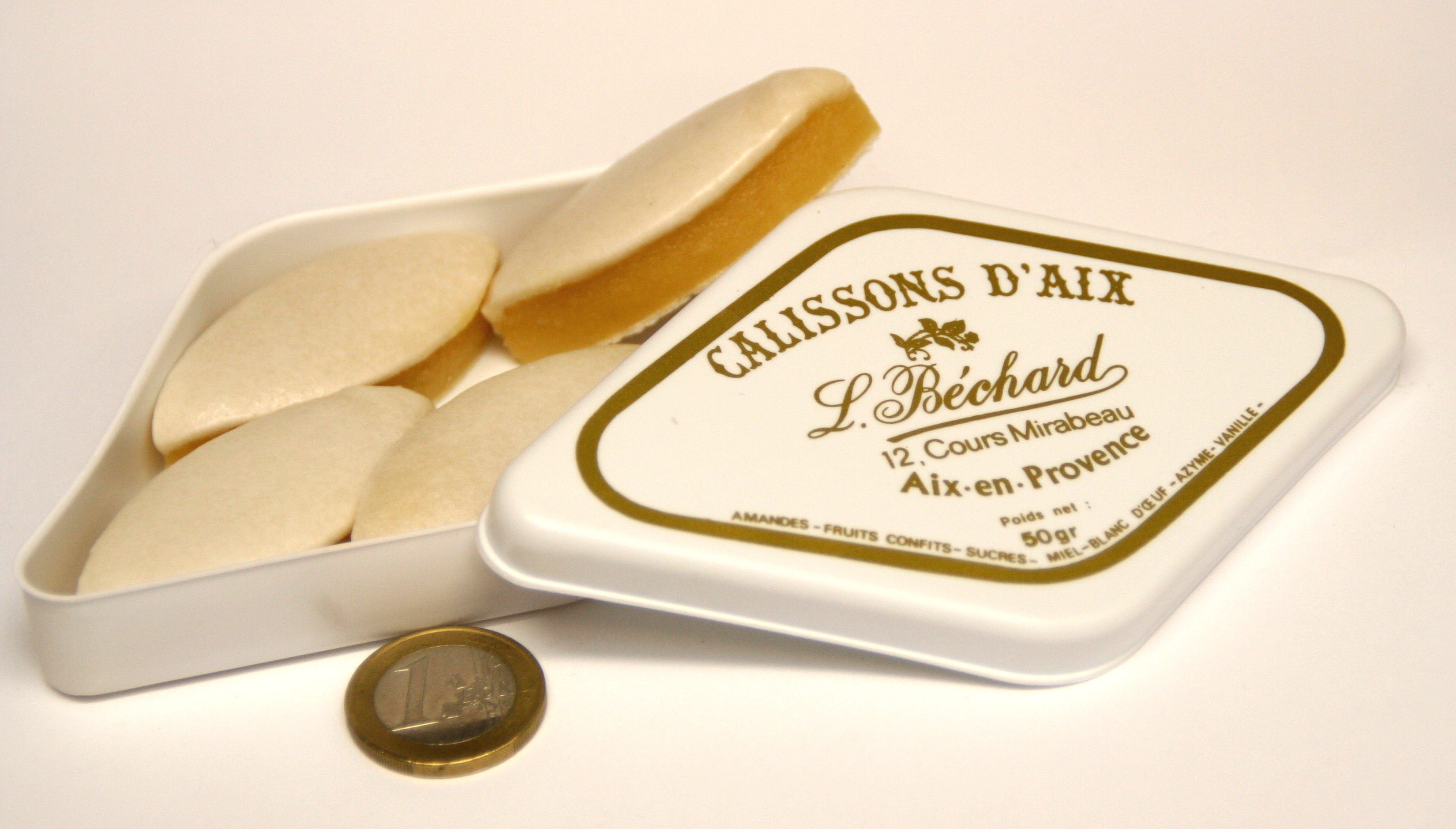
Calisson

Calisson är en fransk konfekt. Den tillverkas traditionellt av mandel, kanderad melon och socker som läggs på ett tunt rån och med en kristyr av äggvita och socker. Den har särskild anknytning till den sydfranska staden Aix en Provence och kallas därför ofta Calisson d'Aix. Den har långa historiska rötter. Vissa legender går tillbaka till romartiden medan den vanligaste legenden idag säger att det tillkom till kung René de Anjous bröllop med drottning Jeanne de Laval 1454.